# Gino Vivi
Gino Vivi Quesada (ur. 20 grudnia 2000 w San José) – kostarykański piłkarz pochodzenia włoskiego występujący na pozycji skrzydłowego, od 2024 roku zawodnik Deportivo Saprissa.